# I²C

I²C(아이스퀘어드시, Inter-Integrated Circuit)는 필립스에서 개발한 직렬 버스이다. 마더보드, 임베디드 시스템, 휴대 전화 등에 저속의 주변 기기를 연결하기 위해 사용된다.

## 설계
I²C는 풀업 저항이 연결된 직렬 데이터(SDA)와 직렬 클럭(SCL)이라는 두 개의 양 방향 오픈 컬렉터 라인을 사용한다. 최대 전압은 +5 V이며, 일반적으로 +3.3 V 시스템이 사용되지만 다른 전압도 가능하다.
I²C 레퍼런스 디자인은 7 비트의 주소 공간을 가지며, 이 중 16개는 예약되어 있으므로,
동일한 버스에 최대 112개의 노드를 연결할 수 있다. 가장 일반적으로 사용되는 I²C 버스의 모드는 ‘표준 모드’인 100 kbit/s와, ‘저속 모드’인 10 kbit/s 가 사용된다. 최신 리비전의 I²C는 보다 빠르게 동작하며,
‘패스트(fast) 모드’인 400 kbit/s와 ‘고속(high-speed) 모드’인 3.4 Mbit/s를 지원한다. 최대 1008 노드까지 연결 가능한 10 비트 주소 지정 등의 확장된 기능들을 지원한다.

## 리비전
원래 I²C 시스템은 1980년대 초반에 개발되었으며, 여러 필립스 칩들을 이용하여
전자 제품을 구성하기 위한 간단한 내부 버스 시스템으로 사용되었다.
- 1992년에 ‘패스트 모드’ 10 비트 주소 지정 기능이 추가된 최초 표준 버전이 발표되었으며,
- 1998년에 낮은 전압에서 동작하는 ‘고속 모드’와 전원 관리 요구 사항이 추가된 버전 2.0이 발표되었다.
- 2001년에 발표된 버전 2.1은 버전 2.0에서 약간의 수정이 가해진 것으로 현재 최신 버전에 해당한다.

## 응용
I²C는 빠른 속도를 요구하지 않는 간단한 저비용 주변 장치들에 적합하다.
I²C 버스가 사용되는 주된 응용 영역은 다음과 같다.
- 사용자 설정값을 저장하기 위해 NVRAM에 접근하는 경우
- 저속의 디지털-아날로그 변환회로에 접근하는 경우
- 저속의 아날로그-디지털 변환회로에 접근하는 경우
- 모니터의 명암, 대비, 색상 등을 변경하는 경우
- 지능형 스피커의 볼륨값을 변경하는 경우
- 휴대전화같은 장치에 포함된 발광 다이오드를 제어하는 경우
- 중앙 처리 장치 온도나 팬 속도와 같은 하드웨어 모니터링 정보나 진단 센서 정보를 읽는 경우
- 실시간 클럭 값을 읽는 경우
- 시스템 요소의 전원을 제어하는 경우

I²C의 장점은 특히 마이크로컨트롤러에서 단지 2개의 일반 목적 입출력 핀과 소프트웨어만을 이용하여 여러 장치들을 제어할 수 있다는 점이다.
주변 장치들은 시스템이 동작 중일때도 I²C 버스에 추가/제거될 수 있으며, 이것은 핫 스왑이 필요한 요소들을 이용하는 응용에 적합하다.
I²C 와 같은 버스들은 컴퓨터 엔지니어들이 칩의 패키지 크기와 핀 수가 생산 비용과 IC 설계에 영향을 준다는 것을 인식한 후부터 널리 사용되었다. 또한 작은 패키지는 일반적으로 더 적은 전력을 소모하므로, 휴대전화나 이동형 장치들에서 사용하기에 편리하다.

## 운영 체제 지원
리눅스에서는, I²C는 특정 장치에 대한 커널 모듈로 처리된다. I²C 클라이언트를 작성하는 법은 커널 관련 문서와 /usr/include/linux/i2c.h 헤더 파일에서 찾아볼 수 있다.
OpenBSD는 최근 I²C 프레임워크에 대한 지원을 추가하였으며, 몇 가지 일반적인 마스터 컨트롤러들과 센서들을 지원한다.
Sinclair QDOS와 Minerva (QDOS reimplementation), QL 운영체제에서는 TF 서비스에서 제공하는 확장 기능을 통해 I²C를 지원한다.
AmigaOS는 Wilhelm Noeker의 i2c.library 공유 라이브러리를 통해 I²C를 지원한다.
eCos는 여러 하드웨어 아키텍처에 대해 I²C를 지원한다.
EPIA-M 마더보드는 Mini-ITX 범위에서 I²C를 지원한다.

## 파생 기술
I²C는 액세스.버스, VESA 디스플레이 데이터 채널(DDC) 인터페이스, 시스템 관리 버스(SMBus), 지능형 플랫폼 관리 인터페이스(IPMI) 프로토콜 중의 하나인 지능형 플랫폼 관리 버스(IPMB)의 기본 기술이다. 이러한 것들은 전압과 클럭 주파수 범위에서 차이가 있으며, 인터럽트 라인을 가질 수 있다.

## 같이 보기
- I²S
- 1-Wire 버스
- 직렬 주변기기 인터페이스 버스(SPI 버스)
- 시스템 관리 버스
- CAN 버스